# Anna Bella Geiger

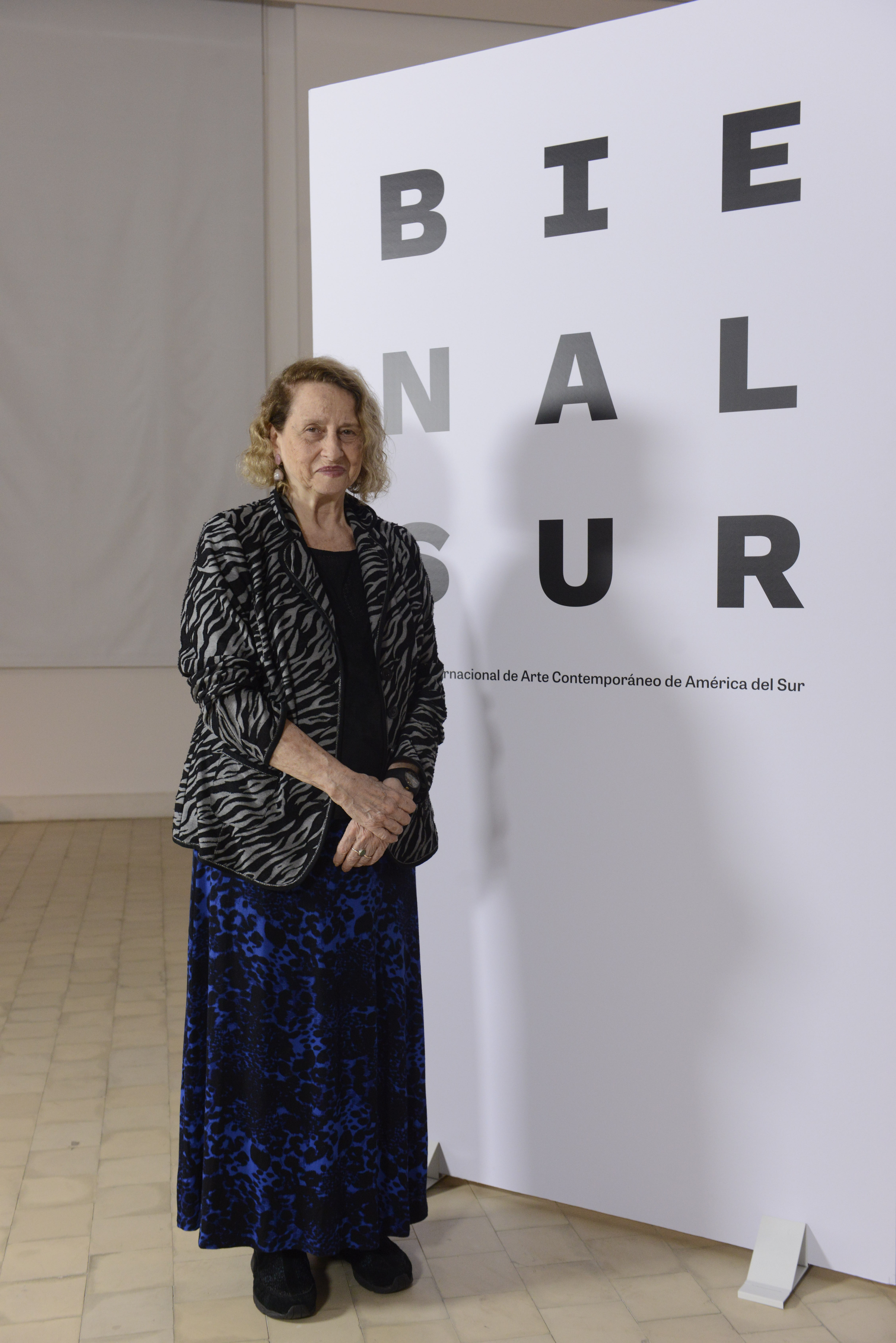
Anna Bella Geiger (UNTREF – Bienal Sur 2016)

Anna Bella Geiger (* 4. April 1933 in Rio de Janeiro) ist eine brasilianische Bildhauerin, Malerin, Grafikerin und Lehrerin in zeitgenössischer Kunst.

## Leben und Werk
Geiger begann in den 1950er Jahren ihre künstlerischen Studien im Atelier der Malerin Fayga Ostrower. 1954 studierte sie Kunstgeschichte im Metropolitan Museum of Art in New York und an der New York University und kehrte 1955 zurück nach Brasilien. Von 1960 bis 1965 belegte sie Kurse im Metallgravurstudio des Museu de Arte Moderna in Rio de Janeiro, wo sie drei Jahre später mit dem Unterrichten begann. 1969 zog sie mit ihrem Ehemann, dem Geographen Pedro Pinchas Geiger, und den vier Kindern nach New York und kehrte 1970 nach Rio de Janeiro zurück. 1980 nahm sie an der 39. Biennale di Venezia teil. 1982 erhielt sie ein Stipendium der John Simon Guggenheim Memorial Foundation in New York. Sie unterrichtete am Higher Institute for Fine Arts in Gent, Antwerpen, an der Escola de Artes Visuais do Parque Lage in Rio. Sie gab Kurse an der School of Fine Arts in Beijing, am MoMA in New York, an der Cartier Foundation for Contemporary Art in Paris und vielen anderen internationalen Institutionen. Ihre Arbeiten, die sich durch die Verwendung unterschiedlicher Medien auszeichnen, werden von Galerien und Privatsammlungen in den USA, China, Brasilien und Europa aufbewahrt.
Geiger gilt als die Pionierin der brasilianischen Konzeptkunst.

## Einzelausstellungen (Auswahl)
- 1954: Eglington Gallery, Toronto
- 1963: European Gallery, New York
- 1965: Galeria Goeldi, Rio de Janeiro
- 1967: Galeria Relevo, Rio de Janeiro
- 1968: Art Gallery, São Paulo
- 1969: Columbia University, New York
- 1974: Galeria Bonino, Rio de Janeiro
- 1976: Galeria Arte Global, São Paulo
- 1978: MoMA, New York
- 1980: Galeria Saramenha, São Paulo
- 1981: Paulo Figueiredo Galeria de Arte, São Paulo
- 1984: Brazilian Centre, London
- 1984: Galerie Irene Maeder, München
- 1985: Galeria Saramenha, Rio de Janeiro
- 1987: Espaço Capital Arte Contemporânea, Brasília
- 1988: Galeria Saramenha, Rio de Janeiro
- 1990: Galeria Saramenha, Rio de Janeiro
- 1993: Galeria Ibeu Copacabana, Rio de Janeiro
- 1994: Paço Imperial, Rio de Janeiro
- 1995: Galerie Bernd Slutzky, Frankfurt
- 1997: Palácio Itamaraty, Brasília
- 1999: Galeria Bernd Slutzky, Frankfurt
- 2001: Laura Marsiaj Arte Contemporânea, Rio de Janeiro
- 2001: Paço Imperial, Rio de Janeiro
- 2002: Parque das Ruínas, Rio de Janeiro
- 2003: Paço Imperial, Rio de Janeiro
- 2004: Instituto Tomie Ohtake, São Paulo
- 2005: Galerie Bernd Slutzky, Frankfurt
- 2005: Galeria Laura Marsiaj Arte Contemporânea, Rio de Janeiro
- 2006: Fundação Eva Kablin, Rio de Janeiro
- 2017: Razem Pamoja Foundation Gallery, Krakau
- 2018: Galeria Zachęta, Warschau
- 2022: Anna Bella Geiger: Native. Brazil/Alien Brazil, S.M.A.K., Gent